# Frank Gordon
Frank Gordon (* 27. September 1938 in Milwaukee) ist ein US-amerikanischer Jazzmusiker (Trompete, Flügelhorn, Komposition).

## Leben und Wirken
Gordon zog nach seinem High-School-Abschluss (1957) nach New York, um bei Donald Byrd zu studieren, der ihn zusammen mit Cannonball Adderley davon überzeugte, nach Milwaukee zurückzukehren und sich an der University of Wisconsin–Milwaukee einzuschreiben. 1966 zog er nach Chicago und studierte an der Roosevelt University, an der er 1970 den Bachelor-Abschluss erwarb, anschließend den Master an der Governors State University in Park Forest, Illinois.
Gordon zählte zu den frühen Mitgliedern der Association for the Advancement of Creative Musicians (AACM) und war Co-Leiter der Formation The Awakening (mit zwei Alben auf Black Jazz in den 1970er-Jahren). Des Weiteren war er Mitglied von Manhattan Blaze und wirkte seit den frühen 1970er-Jahren bei Aufnahmen von Young-Holt Unlimited, Eddie Harris, The Summer Jazz Band, des Thad Jones/Mel Lewis Orchestra, Carmen Leggio, Kazumi Watanabe, Lena Horne, Charli Persip, Muhal Richard Abrams, Nancie Banks, Jabbo Ware, Leroy Jenkins, Max Roach, Savannah Jazz Orchestra und Theo Parrish. Gordon veröffentlichte 1985 sein Album Clarion Echoes auf Soul Note, am dem Bobby Watson, James Williams Rufus Reid und Carl Allen mitgewirkt hatten. Im Bereich des Jazz war er laut Tom Lord zwischen 1970 und 1999 an 38 Aufnahmesessions beteiligt, zuletzt mit Yuka Aikawa & The NY Jazz Gentlemen.